# Hallburger Schlossberg

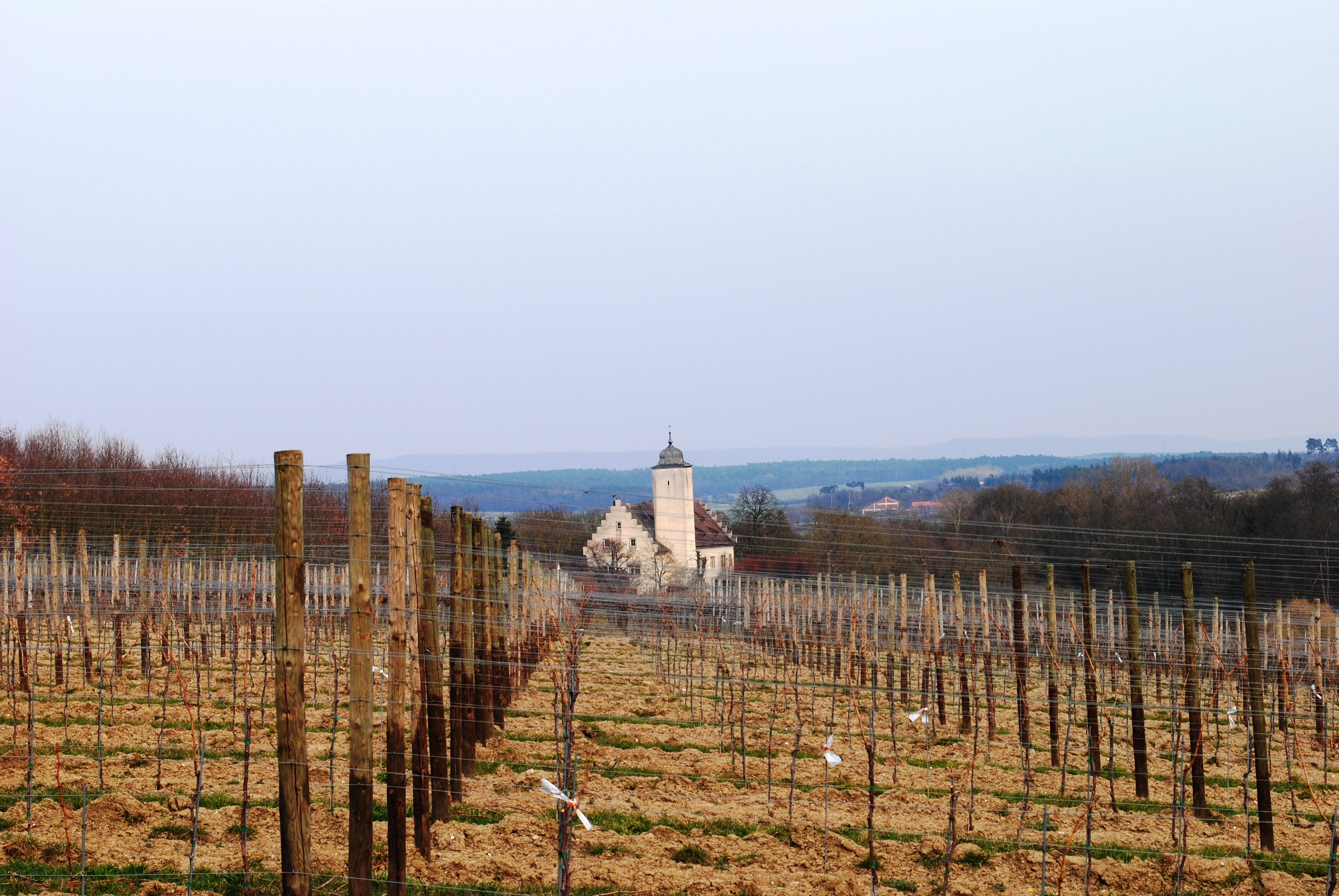
Die Weinlage vor der Hallburg

Hallburger Schlossberg (auch Schloßberg) ist eine der bekanntesten Weinlagen im Anbaugebiet Franken. Die 5 ha große Lage befindet sich in der Gemarkung der Stadt Volkach auf den Fluren des Ortsteils Hallburg im unterfränkischen Landkreis Kitzingen.

## Geografische Lage und Geologie
Die Weinlage Hallburger Schlossberg liegt am Main im äußersten Nordosten der sogenannten Weininsel. Im Norden schließt sich das Naturschutzgebiet Wald an der Hallburg an die Lage an und südöstlich befindet sich die Burg Hallburg. Die Weinlage ist von einer hohen Bruchsteinmauer umgeben, die zu den auf dem gegenüberliegenden Hang gepflanzten Streuobstwiesen und dem Gutshof Hallburg überleitet. Die Weinlage Schlossberg ist, anders als die meisten Lagen der Umgebung, großlagenfrei, was bedeutet, dass der Wein im Gegensatz zur umgebenden Großlage Kirchberg ein wesentlich kleineres und begrenzteres Anbaugebiet hat. Dennoch ist die Lage Teil des Bereichs Volkacher Mainschleife.
Die Weinberge sind nach Süden bzw. Südwesten ausgerichtet. Der Schlossberg erreicht eine Höhe von 190 bis 235 m ü. NN m mit einer Neigung von 30 bis 50 %. Die Böden des verwitterten Keupers prägen das Terroir, auf dem der Wein angepflanzt wird. Eine dünne Humusauflage gewährt zusammen mit dem Keuper eine gute Wasserspeicherung. Die Lage im engen Maintal garantiert konstant hohe Temperaturen und ein fast mediterranes Klima. Dort wachsen Reben der Sorten Silvaner, Müller-Thurgau und Burgunder auf insgesamt 5 Hektar.

## Geschichte
Die heutige Weinbergsfläche gehörte früher zur Burg Hallburg, hiervon gibt die Ringmauer noch Auskunft. Die Burganlage büßte wohl im 17. Jahrhundert ihre damalige Größe ein, erhalten blieb lediglich das Wohnhaus aus dem 16. Jahrhundert und der angebaute Bergfried. Ursprünglich wurde um die Burg wohl kein Weinbau betrieben, stattdessen weideten die jeweiligen Besitzer der Hallburg um die Befestigung die Schafe für ihre Zucht. Der Gutshof Hallburg, heute der Sitz des Weingutes, wurde auch zunächst im 18. Jahrhundert für die Schafzucht errichtet.
Im Jahre 1806 begannen allerdings die neuen Besitzer der Burg, die Grafen von Schönborn, das Areal mit Wein zu bestocken. Zeitweise nahm die Lage eine Fläche von 15 ha ein. Zunächst verkaufte man den Wein lediglich als „Hallburger“, später wurde er in „Schloßberg Hallburg“ umbenannt. Der Gutshof bei der Hallburg wird seit dem Jahr 1984 von Georg Hünnerkopf im Auftrag der Grafen von Schönborn verwaltet.

## Weingut
Die Lage wird ausschließlich vom Weingut Graf von Schönborn bewirtschaftet, das seinen Sitz im nahen Gutshof der Hallburg hat. Vom Verband Deutscher Prädikatsweingüter (VDP) wurde der Schlossberg als Erste Lage klassifiziert.